# 김예하
김예하(1990년 5월 26일 ~ )는 대한민국의 레이싱 모델이다.

## 경력

### 레이싱모델 경력
- 2016년 넥센스피드레이싱 휠스핀팀 모델
- 2015년 넥센스피드레이싱 TDL팀 모델
- 2014년 - CJ레이싱팀 전속 모델
- 2013년 - 코리아스피드페스티벌 현대모비스 모델

### 에이빙모델 경력
- 2017년 - 서울오토살롱 틴트어카 모델
- 2017년 - 서울모터쇼 르노삼성 모델
- 2016년 - 부산모터쇼 르노삼성 모델
- 2015년 - 서울모터쇼 시트로엥 모델
- 2014년 - 부산모터쇼 인피니티 모델
- 2013년 - 서울모터쇼 렉서스 모델
- 2012년 - 부산모터쇼 토요타 모델

## 수상
- 2014년 - 슈퍼레이스 레이싱 모델 콘테스트 베스트포토제닉상